# کنگورچی
کنگورچی (به لاتین: Kangurchi) یک منطقهٔ مسکونی در افغانستان است که در ولسوالی کشم واقع شده‌است.